# Национальный реестр исторических мест США
Национальный реестр исторических мест США (англ. National Register of Historic Places) — официальный перечень памятников истории, ведущийся федеральным правительством США.

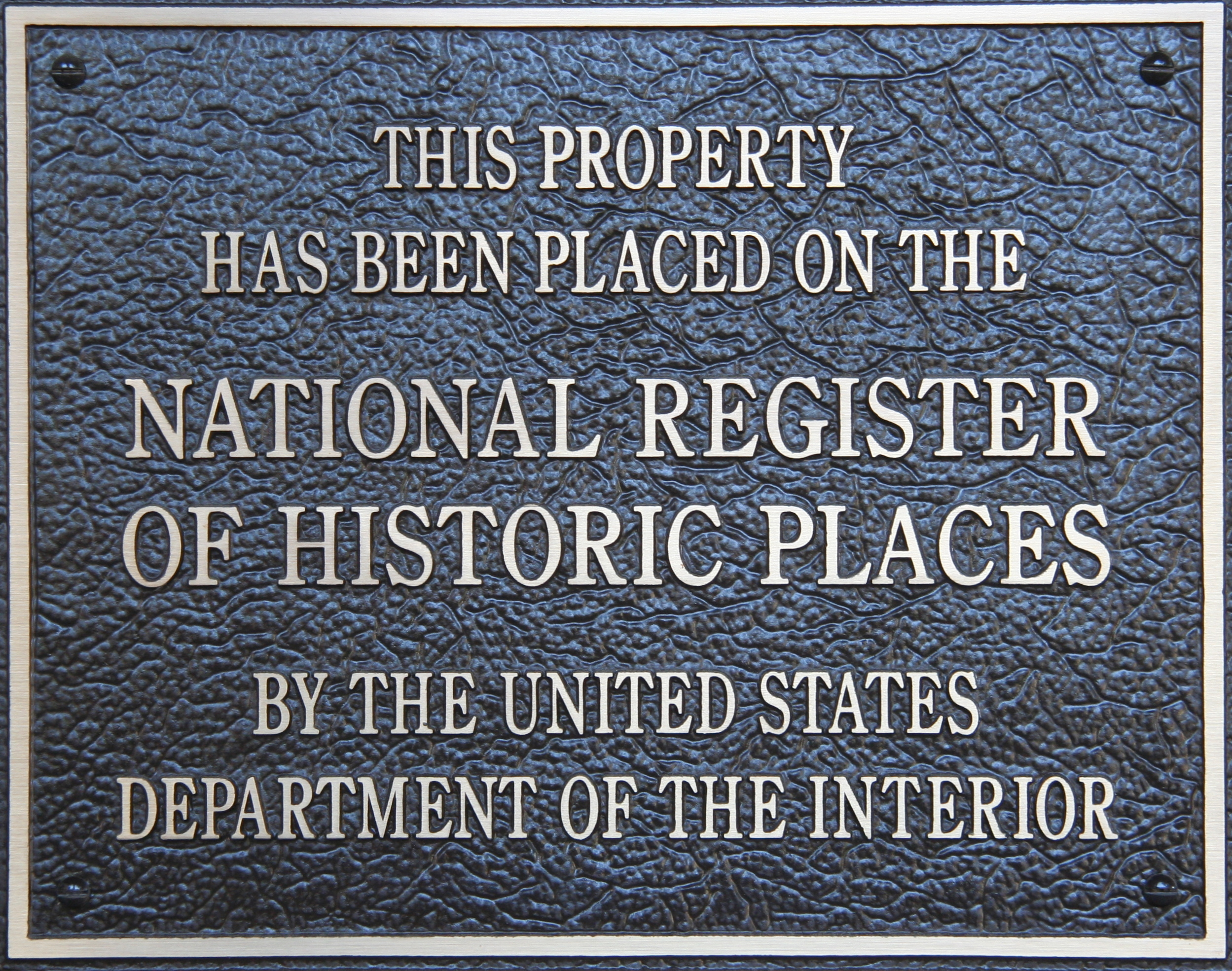
Типовая вывеска на объектах, перечисленных в Национальном реестре исторических мест США

Реестр ведётся с 1966 года. В него вносятся отдельные исторические здания, целые исторические районы и другие объекты (например, корабли-музеи). В реестр исторических мест автоматически включаются все объекты, имеющие статус Национального исторического памятника (англ. National Historic Landmark), однако большинство объектов реестра не имеет этого статуса: из примерно восьмидесяти тысяч объектов перечня, только 2430 имеют статус Национального исторического памятника.